# 阿罗瑞宗
阿罗瑞宗（法語：Araujuzon，法語發音：[aʁoʒyzɔ̃]）是法国大西洋比利牛斯省的一个市镇，属于奥洛龙-圣玛丽区。

## 地理
阿罗瑞宗（43°21'35"N, 0°49'7"W）面积6.92 平方千米，位于法国新阿基坦大区大西洋比利牛斯省，该省份为法国东南部省份，涵盖了贝阿恩与北巴斯克，西临大西洋比斯開灣，北至朗德省，东北接热尔省，东临上比利牛斯省，南与西班牙接壤。
与阿罗瑞宗接壤的市镇（或旧市镇、城区）包括：欧多克斯、阿罗、沙尔、蒙福尔、纳尔普、奥桑克斯、里沃欧特。

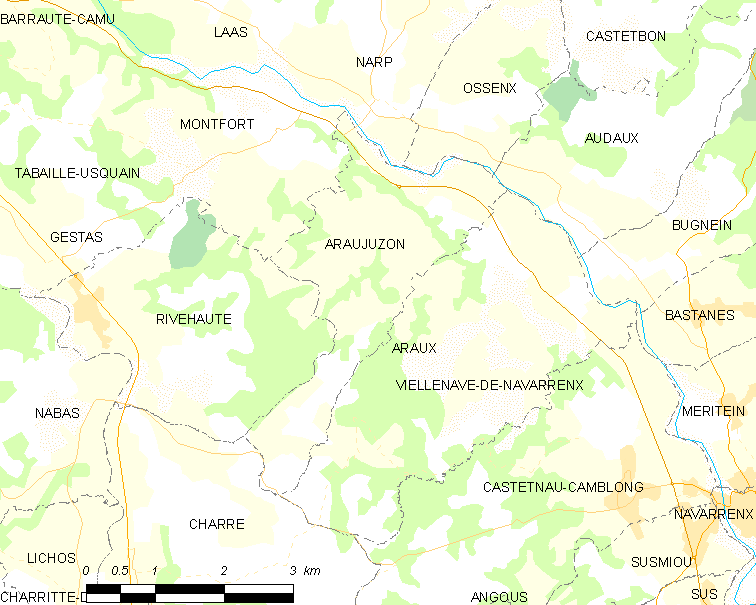
阿罗瑞宗的OSM定位图

阿罗瑞宗的时区为UTC+01:00、UTC+02:00（夏令时）。

## 行政
阿罗瑞宗的邮政编码为64190，INSEE市镇编码为64032。

## 政治
阿罗瑞宗所属的省级选区为贝阿恩中心县。

## 人口

1962-2008年间阿罗瑞宗人口变化图示

阿罗瑞宗于2022年1月1日时的人口数量为185人。